# توماس إس. رودجرز
توماس إس. رودجرز (بالإنجليزية: Thomas S. Rodgers)‏ هو ضابط أمريكي، ولد في 18 أغسطس 1858 في موريستاون في الولايات المتحدة، وتوفي في 28 فبراير 1931 في نيويورك في الولايات المتحدة.